# غيثة الحاتمي
غيثة الحاتمي هي سياسية ونائبة برلمانية مغربية ومُستشارة قانونية وُلدت في مدينة الدار البيضاء في المغرب.

## مسيرتها المهنية والسياسية
انتُخبت غيثة الحاتمي كعضو في البرلمان المغربي في الانتخابات التشريعية المغربية لعام 2016 وحتى عام 2021 عن الدائرة الانتخابية الوطنية الجزء الأول المخصص للنساء كممثلة لحزب الحركة الشعبية عن دائرة مدينة الدار البيضاء، وضمن الكتلة البرلمانية لنفس الحزب، وكانت عضو لجنة المالية والتنمية الاقتصادية بمجلس النواب المغربي. كانت غيثة الحاتمي أيضًا مسؤولة عن مشروع صندوق دعم تمثيلية النساء، وعضو بالمجلس الوطني في حزب الحركة الشعبية.

## الأنشطة
شاركت غيثة الحاتمي في فعاليات القمة الخامسة لرؤساء البرلمانات، والدورة الرابعة عشر لانعقاد الجمعية البرلمانية للاتحاد من أجل المتوسط، والتي عُقدت في القاهرة بمصر في يومي 28 و29 أبريل عام 2018.